# Stefan Gottschling
Stefan Gottschling (* 6. Juni 1960 in Schillingsfürst) ist ein deutscher Autor, Berater und Trainer.

## Leben und Beruf
Stefan Gottschling studierte nach dem Abitur Pädagogik und Germanistik in Würzburg, Mainz, Krakau und später berufsbegleitend in München und Augsburg. Zusätzlich absolvierte er einen Bildungsgang in der Fachrichtung Direktmarketing an der Bayerischen Akademie für Werbung und Marketing (BAW).
Später war er Werbetexter und Kreativchef in einem deutschen Fachverlag (WEKA Holding) und arbeitete anschließend mit Siegfried Vögele (Dialogmethode) zusammen. 1993 gründete er eine Multimedia-Agentur und gewann damit den deutschen PR-Preis 1998 in der Kategorie PR mit Hilfe neuer Medien der Deutschen Public Relations Gesellschaft. 2000 gründete er mit Claudia Bayerl die Textakademie GmbH – Gesellschaft für Textdesign und Direktmarketing mbH in Augsburg, die er bis März 2011 als geschäftsführender Gesellschafter leitete. Dort war als Referent für Text- und Konzeptionsseminare tätig. Seit April 2011 bietet er Dienstleistungen als „SGV Verlag“ (Stefan Gottschling Verlag) und als „Texterclub“ an. Das Schwerpunktthema seiner Seminare und Publikationen ist der Verkaufstext und die Weiterbildung von Werbetextern.
Gottschling hielt im Wintersemester 2003/04 und Sommersemester 2005 Vorlesungen am Institut für Medien und Bildungstechnologie der Universität Augsburg.

## Veröffentlichungen im Selbstverlag
- Stefan Gottschling, Hannes O. Rechenauer: Direktmarketing. Manz München 1994, ISBN 3-7863-0768-7.
- Stark texten, mehr verkaufen. Wiesbaden 2002, ISBN 3-409-11935-3.
- einfach besser texten Offenbach 2002, ISBN 3-89749-590-2.
- Werbebriefe einfach machen! Augsburg 2007, ISBN 978-3-9811027-0-3.
- Lexikon der Wortwelten. Augsburg 2008, ISBN 978-3-945053-12-6.
- Hrsg.: Marketing-Attacke. Augsburg 2008, ISBN 978-3-9811027-4-1.
- Hrsg.: Online-Marketing-Attacke. Augsburg 2010, ISBN 978-3-9811027-7-2.
- Der perfekte Liebesbrief. Augsburg 2011, ISBN 978-3-9813386-0-7.
- Der heilige Luigi Scrosoppi. Augsburg 2011, ISBN 978-3-9811027-8-9. Mehr unter: Aloisius Scrosoppi
- SGV Workbook Briefe optimieren. Augsburg 2011, ISBN 978-3-9813386-1-4.
- SGV Workbook Pressearbeit einfach machen!. Augsburg 2012, ISBN 978-3-9813386-2-1.
- Die Redigiertafel. Augsburg 2012, ISBN 978-3-9813386-3-8.
- Die Grammatiktafel. Augsburg 2012, ISBN 978-3-9813386-4-5.
- Die Wortweltentafeln. Augsburg 2012, ISBN 978-3-9813386-5-2 / ISBN 978-3-9813386-6-9.
- Die Zitiertafel. Augsburg 2012, ISBN 978-3-9813386-8-3.
- Texten!. Augsburg 2013, ISBN 978-3-9815445-1-0.
- "Kauf mich!"-Kommunikation. Augsburg 2014, ISBN 978-3-945053-09-6.
- E-Mail-Marketing einfach machen!. Augsburg 2015, ISBN 978-3-945053-12-6.